# Clay Armstrong
Clay Margrave Armstrong (* 1934 in Chicago) ist ein US-amerikanischer Physiologe und ehemaliger Professor an der University of Pennsylvania in Philadelphia, Pennsylvania.

## Leben
Armstrong erwarb 1956 einen Bachelor an der Rice University in Houston, Texas. Sein Studium der Medizin schloss er 1960 mit dem M.D. an der Washington University in St. Louis, Missouri, ab. Als Postdoktorand arbeitete er von 1961 bis 1964 bei Kenneth Stewart Cole am National Institutes of Health und von 1964 bis 1966 bei Andrew Fielding Huxley am University College London. Nach Anstellungen an der Duke University in Durham, North Carolina, und der University of Rochester in Rochester, New York, erhielt er 1976 eine Professur für Physiologie an der University of Pennsylvania in Philadelphia, Pennsylvania. Als Emeritus leitet er weiter eine Arbeitsgruppe dort.

## Wirken
Armstrong gehört zu den Pionieren der Erforschung von Ionenkanälen. Mittels elektrophysiologischer Methoden wie der Patch-Clamp-Technik erforschte Armstrong, wie Änderungen des Membranpotentials von Zellen oder Arzneistoffe zu Änderungen der Durchlässigkeit von Ionenkanälen führen. Armstrongs arbeiten sind grundlegend für das Verständnis der Wirkung zahlreicher Medikamente auf Herzmuskel-, Muskel- oder Nervenzellen.

## Auszeichnungen (Auswahl)
- 1987 Mitgliedschaft in der National Academy of Sciences[2]
- 1996 Louisa-Gross-Horwitz-Preis gemeinsam mit Bertil Hille[3]
- 1999 Albert Lasker Award for Basic Medical Research gemeinsam mit Bertil Hille und Roderick MacKinnon[4]
- 1999 Mitgliedschaft in der American Academy of Arts and Sciences[5]
- 2001 Gairdner Foundation International Award gemeinsam mit Bertil Hille, Roderick MacKinnon und Marc Kirschner[6]